# Micranthes sachalinensis
Micranthes sachalinensis är en stenbräckeväxtart som först beskrevs av Friedrich Schmidt, och fick sitt nu gällande namn av S.Akiyama och H.Ohba. Micranthes sachalinensis ingår i släktet rosettbräckor, och familjen stenbräckeväxter. Inga underarter finns listade i Catalogue of Life.